# Naturdenkmal 3 Rotbuchen
Die 3 Rotbuchen auf dem Schafberg bei Stemmen sind ein Naturdenkmal im Gebiet der Stadt Barsinghausen in der Region Hannover.

## Beschreibung
Der Schafberg ist die westliche Kuppe des Stemmer Bergs. Diese langgezogene Erhebung etwa 15 Kilometer westlich von Hannover im Calenberger Land war im 18. Jahrhundert weitgehend abgeholzt.
In einem langwierigen Rechtsstreit hatte der Drost, und bis 1795 Stemmer Gutsherr, von Reden durchgesetzt, dass auf dem Berg keine jungen Bäume gepflanzt werden durften, da dies seine Schafhaltung beeinträchtigt hätte.
Der zuständige Oberförster pflanzte im Jahr 1795 trotzdem an mehreren Stellen des Stemmer Bergs junge Rotbuchen. Die königlich hannoversche Regierung entschied schließlich, dass die Bäume bis zu ihrer Hiebreife stehen bleiben sollten.
Bei der Gemeinheitsteilung im Jahr 1820 wurden die Rotbuchen auf der Kuppe des Schafbergs zu Grenzbäumen erklärt und blieben seitdem stehen. Sie sind Teil der hier als gerade Linie sichtbaren Grenze zwischen dem bewaldeten Nordwestteil und dem als Ackerland genutzten Südostteil des Hügels.
Die Hügelkuppe mit den Rotbuchen war im 20. Jahrhundert mit Sitzbänken versehen und wurde als Aussichtspunkt genutzt. Zwei der drei Buchen zeigten im Jahr 2015 Schäden durch Windbruch. Sitzbank und Zugangswege sind weitgehend verfallen.
Im Juli 2022 fing der am Boden liegende, einige Jahre zuvor abgebrochene, hohle Stamm einer der Buchen Feuer und wurde bei den Löscharbeiten mittels einer Motorkettensäge zerlegt.

## Naturdenkmal
Die Stemmer Rotbuchengruppe war eines der in der zweiten Verordnung über die Sicherung von Naturdenkmalen des Landkreises Hannover aus dem Jahr 1937 enthaltenen Naturdenkmale.
Die nach dem Niedersächsischen Kommunalverfassungsgesetz für die Aufgaben der unteren Naturschutzbehörde im Gebiet der Stadt Barsinghausen zuständige Region Hannover übernahm bei der Neuregelung des Verzeichnisses im Jahr 2010 den Baum mit dem Kennzeichen „ND-H 7“ in einer Sammelverordnung.
Als Schutzzweck des Naturdenkmals nannte die Behörde

„Landschaftsprägende geschlossene Rotbuchengruppe auf der Höhe des Stemmer Berges, die auf Grund ihrer Eigenart schützenswert ist.“

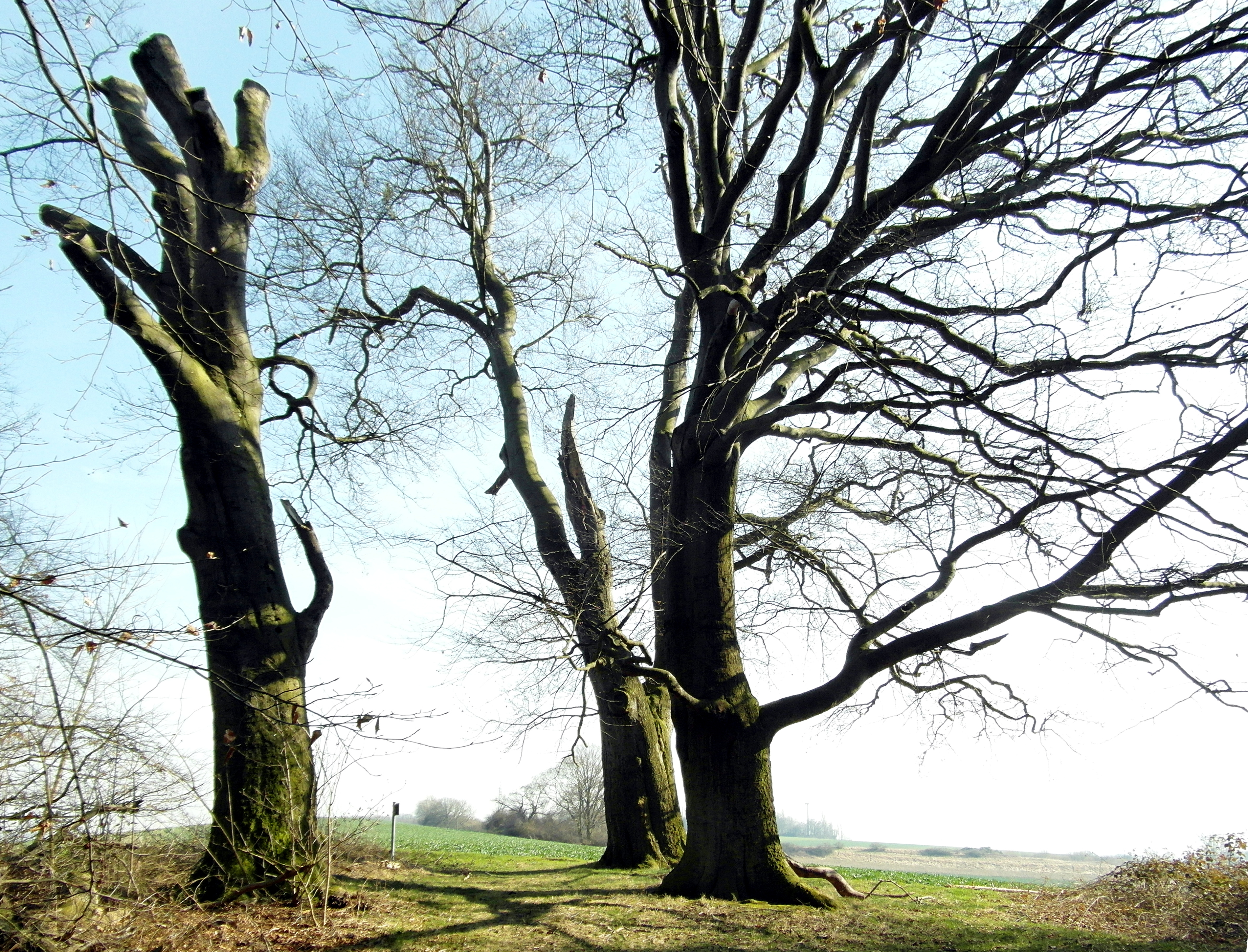
Die 3 Rotbuchen im März
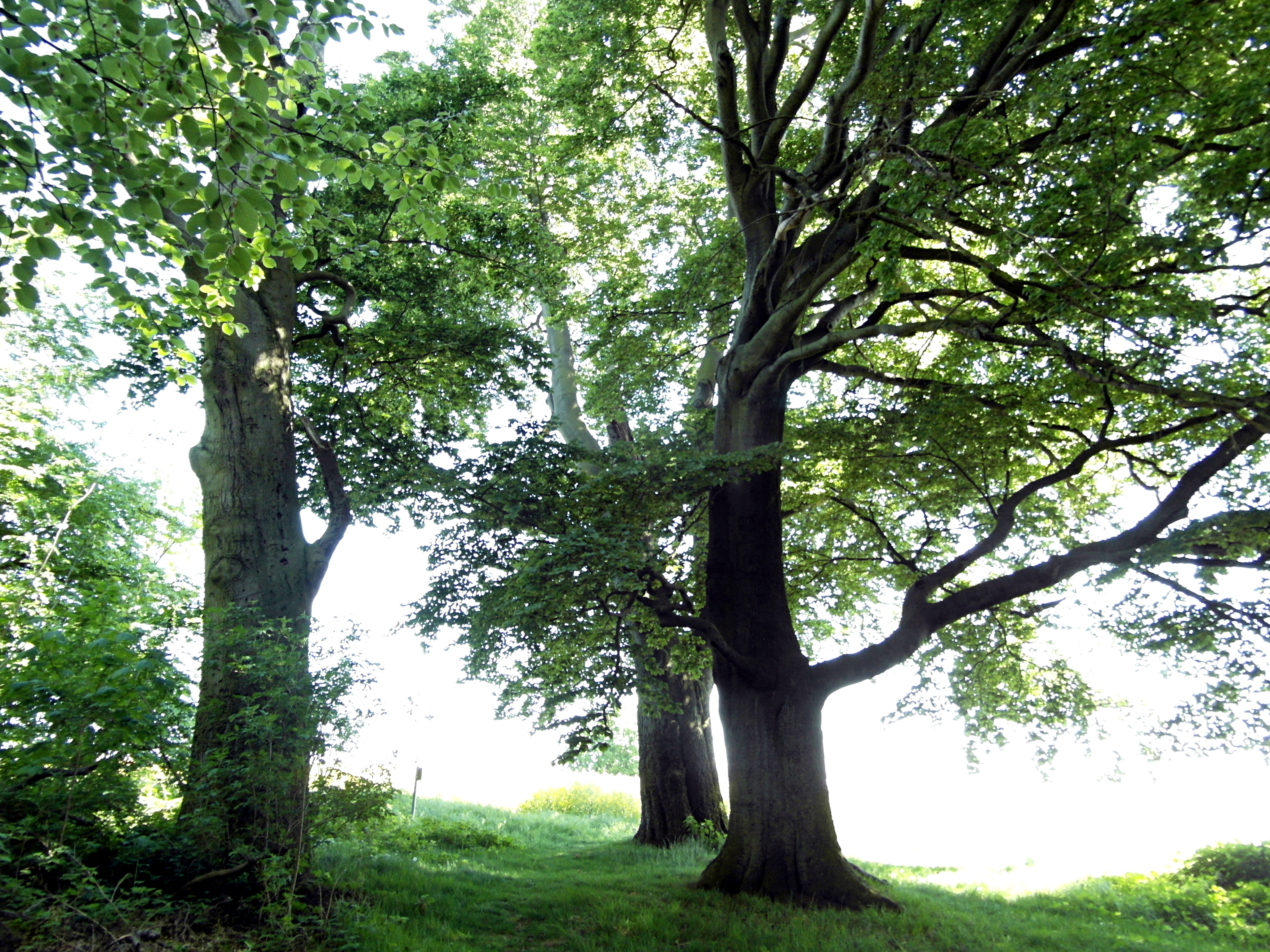
… und im Mai 2015.
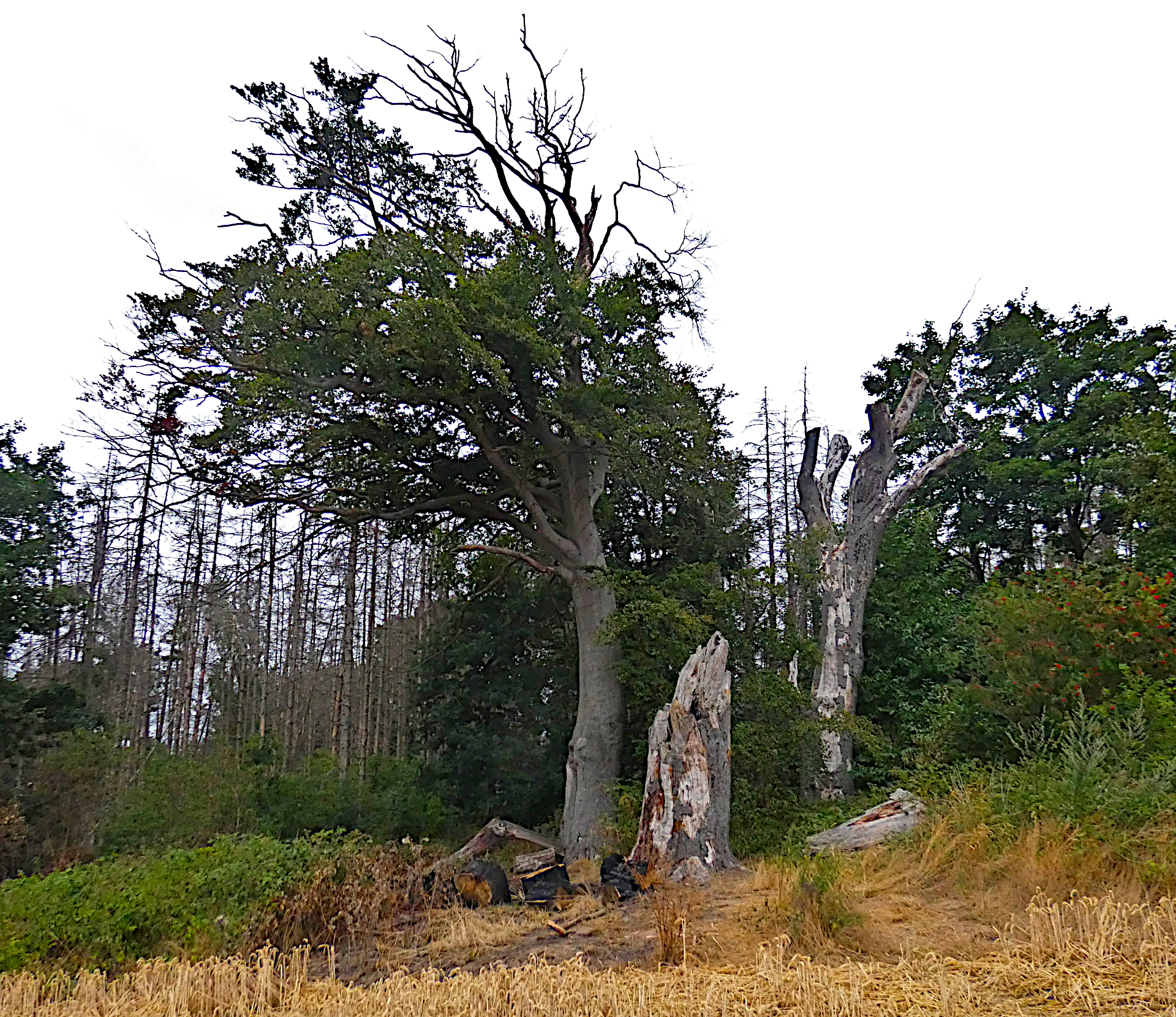
Der Zustand 2022